# Käriselja
Käriselja – wieś w Estonii, prowincji Rapla, w gminie Märjamaa.